# Gerardina Trovato
Gerardina Trovato (Catânia, 27 de maio de 1967) é uma cantora e compositora italiana.

## Discografia

### Álbuns
- 1993: Gerardina Trovato
- 1994: Non è un film
- 1996: Ho trovato Gerardina
- 1997: Il sole dentro
- 2000: Gechi e vampiri
- 2003: M'ama non m'ama
- 2005: La collezione completa
- 2006: Un'altra estate
- 2008: I sogni

### Singles
- 1993: "Lasciami libere le mani"
- 1993: "Ma non ho più la mia città"
- 1994: "Angeli a metà"
- 1994: "Non è un film"
- 1994: "Vivere" (com Andrea Bocelli)
- 1996: "Piccoli già grandi"
- 1998: "Il Sole dentro"
- 2000: "Gechi e vampiri"
- 2000: "Mammone"
- 2003: "M'ama, non m'ama" (com VerbaVolant)
- 2006: "Un'altra estate"
- 2008: "I sogni"
- 2011: "I Nuovi Mille" (com Lucariello)